# Steven Cree
Steven Cree, född 29 februari 1980 i Kilmarnock, East Ayrshire, Skottland, är en brittisk skådespelare.
Cree har bland annat medverkat i TV-serierna Outlander (2015-2023) och Diplomaten i Barcelona från 2023. Han har även medverkat i filmen Terminator: Dark Fate från 2019.

## Filmografi (urval)
- 2012 – Modig
- 2015–2023 – Outlander (TV-serie)
- 2018 – Outlaw King
- 2019 – Terminator: Dark Fate
- 2023 – Diplomaten i Barcelona (TV-serie)